# Kersenboogerd-Noord
Kersenboogerd-Noord is een nieuwbouwwijk in de Nederlandse gemeente Hoorn.
De Kersenboogerd-Noord is het gedeelte van de Kersenboogerd dat zich aan noordelijke kant van de spoorlijn bevindt. De wijk wordt afgebakend door de wegen Oostergouw en IJsselweg en de spoorlijn. In deze wijk is een aantal winkels te vinden.
De meeste winkels (onder andere: FEBO, Blokker, Kruidvat, Deen, Zeeman, Vomar, Intertoys, Brain Wash) bevinden zich in het winkelcentrum Kersenboogerd aan het Betje Wolffplein van de Kersenboogerd-Zuid, dat aan de zuidelijke kant van de spoorlijn ligt.
De straatnamen in dit gebied zijn vooral vogelnamen, de doorgaande wegen zijn voornamelijk genoemd naar Nederlandse rivieren.
Binnenstad · Grote Waal · Hoorn 80 · Hoorn-Noord · Kersenboogerd-Noord · Kersenboogerd-Zuid · Nieuwe Steen · Risdam-Noord · Risdam-Zuid · Bangert en Oosterpolder · Venenlaankwartier · Westerblokker · Zwaag